# Jean Carlos Silva Rocha
Jean Carlos Silva Rocha (Prata, Brasil, 10 de mayo de 1996), más conocido como Jean Carlos, es un futbolista hispano-brasileño que juega de centrocampista en el Raków Częstochowa de la Ekstraklasa polaca.

## Trayectoria
Se incorporó a las categorías inferiores del Real Madrid C. F. en 2010. En 2015 fue cedido al C. F. Fuenlabrada que entrenaba Fernando Morientes, quien ya lo dirigió en su etapa en el Real Madrid.
En julio de 2016 firmó con el Granada C. F. para jugar inicialmente en el filial. Llegó a debutar con el primer equipo en el último partido de la temporada contra el R. C. D. Espanyol.
En 2019 se marchó a Polonia y jugó en la Ekstraklasa con el Wisła Cracovia, el Pogoń Szczecin y el Raków Częstochowa.

## Selección nacional
Fue subcampeón del mundo sub-20 con Brasil en la edición que se disputó en 2015 en Nueva Zelanda.

## Palmarés

### Títulos nacionales
| Título      | Club              | País    | Año  |
| ----------- | ----------------- | ------- | ---- |
| Ekstraklasa | Raków Częstochowa | Polonia | 2023 |